# Kostas Axelos
Kostas Axelos (griechisch Κώστας Αξελός; * 26. Juni 1924 in Athen; † 4. Februar 2010 in Paris) war ein griechischer Philosoph, der in Frankreich lehrte.

## Leben und Wirken
Axelos wuchs in seiner Heimatstadt auf und besuchte die französische und die Deutsche Schule Athens. Er schrieb sich dann in den Rechts- und Wirtschaftswissenschaften ein, unterbrach das Studium aber, um während des Zweiten Weltkriegs in der ELAS gegen die deutsche Besetzung Griechenlands zu kämpfen. Als Journalist war er während des Griechischen Bürgerkriegs ein Parteigänger der Kommunistischen Partei Griechenlands (1941–1945). Später wurde er aus der KP ausgeschlossen und von der konservativen Regierung Griechenlands zum Tode verurteilt. Aus der Haft konnte er flüchten.
Ende Dezember 1945 gelangte Axelos mit dem Flüchtlingsschiff Mataroa ins Exil nach Paris, wo er an der Sorbonne Philosophie studierte. Von 1950 bis 1957 war er als Forscher im C.N.R.S tätig, wo er seine Dissertation verfasste. Dann lehrte er an der École pratique des hautes études. Zwischen 1962 und 1973 lehrte er an der Sorbonne Philosophie, aus der er ausschied, um sich voll seinem philosophischen Werk zu widmen. Seine Dissertation Marx, penseur de la technique (deutsch als Einführung in ein künftiges Denken: Über Marx und Heidegger) versuchte ausgehend von den Gedanken von Martin Heidegger und Karl Marx eine Analyse der modernen Technik. Sie beeinflusste neben Herbert Marcuses Hauptwerk Der eindimensionale Mensch die Studentenbewegung von 1968. Axelos war an der Übersetzung wichtiger Arbeiten von Heidegger und Georg Lukács in das Französische beteiligt.
Axelos war Mitarbeiter und zuletzt Herausgeber der Zeitschrift Arguments (1956–1962). Seine zentralen Arbeiten sind auf Französisch veröffentlicht, teilweise auch ins Englische und Deutsche übersetzt. Er wurde für seine Studien mit den Ehrendoktoraten der Universitäten von Thessaloniki (2009) und Ioannina geehrt.

## Schriften (Auswahl)
- Marx, penseur de la technique, Paris, UGE/Les Éditions de Minuit, 1961 (auch auf Deutsch).
- Héraclite et la philosophie, 1962.
- Arguments d'une recherche, Paris, Les Éditions de Minuit, 1963.
- Vers la pensée planétaire, Paris, Les Éditions de Minuit, 1964.
- Le Jeu du monde, Paris, Les Éditions de Minuit, 1969 (deutsch unter dem Titel Das Spiel der Welt)
- Pour une éthique problématique, Paris, Les Éditions de Minuit, 1972.
- Entretiens, Paris, Scholies/Fata Morgana, 1973.
- Horizons du monde, Paris, Les Éditions de Minuit, 1974.
- Contribution à la logique, Paris, Les Éditions de Minuit, 1977.
- Problèmes de l'enjeu, Paris, Les Éditions de Minuit, 1979.
- Systématique ouverte, Paris, Les Éditions de Minuit, 1984.
- Métamorphoses, 1991.
- L'errance érotique, 1992.
- Lettres à un jeune penseur, Paris, Les Éditions de Minuit, 1996.
- Notices autobiographiques, 1997.
- Ce questionnement, Paris, Les Éditions de Minuit, 2001
- Réponses énigmatiques, Paris, Les Éditions de Minuit, 2005.
- Ce qui advient. Fragments d'une approche, Paris, Les Belles-Lettres, 2009.